# Till fjälls
Till fjälls är det första fullängdsalbumet av Vintersorg, utgivet 1998 av skivbolaget Napalm Records.

## Låtlista
1. "Rundans" – 1:30
2. "För kung och fosterland" (Vintersorg/Edvard Grieg) – 3:47
3. "Vildmarkens förtrollande stämmor" – 4:09
4. "Till fjälls" – 6:42
5. "Urberget, äldst av troner" – 5:03
6. "Hednad i ulvermånens tecken" – 2:23
7. "Jökeln" (Vintersorg/Karl-Erik Forsslund) – 3:26
8. "Isjungfrun" – 4:43
9. "Asatider" – 3:55
10. "Fångad utav Nordens själ" – 4:30
11. "Norrland" (Bonus)

Alla låtar skrivna av Vintersorg där inget annat angetts.

## Medverkande
Vintersorg
- Andreas Hedlund – sång, gitarr, basgitarr

Bidragande musiker
- Vargher (Marcus E. Norman) – keyboard, trumprogrammering
- Andreas Frank – gitarr ("För kung och fosterland" och "Asatider")
- Cia Hedmark – kvinnlig sång ("Isjungfrun" och "Fångad utav nordens själ")
- Nisse Johansson – keyboard

Produktion
- Vintersorg – producent
- Nils Johansson – ljudtekniker
- Vargher (Marcus E. Norman) – ljudtekniker
- Jens Rydén – omslagsdesign
- Elin Rosenberg – foto
- Karl-Erik Forsslund – sångtext